# Willem de Sitter (wetenschapper)
Willem de Sitter (Sneek, 6 mei 1872 – Leiden, 20 november 1934) was een Nederlandse wiskundige, astronoom, kosmoloog en natuurkundige. De Sitter leverde belangrijke bijdragen aan de hemelmechanica en aan de relativistische kosmologie. Vanuit zijn wiskundige achtergrond maakte hij met statistische technieken verschillende modellen om het ontstaan van de kosmos te beschrijven.

## Levensloop

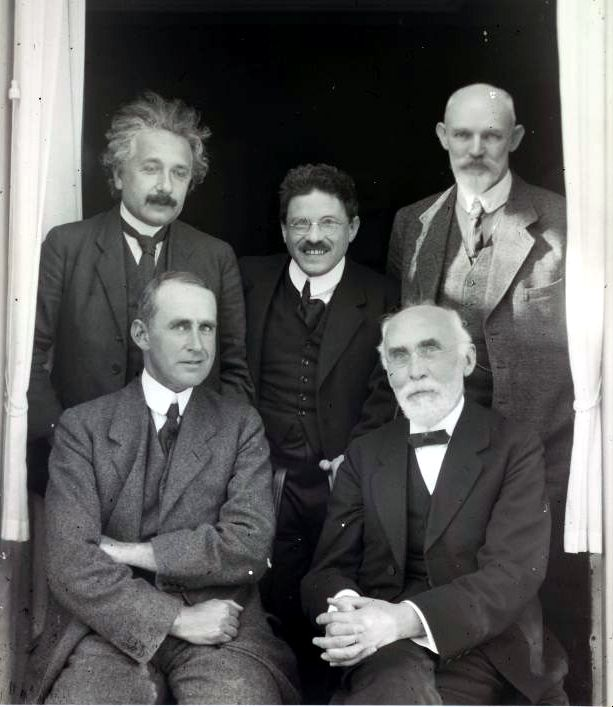
Einstein, Ehrenfest, De Sitter, Eddington en Lorentz in de werkkamer van De Sitter in Leiden (1923)

De Sitter werd geboren in Sneek in een van de huizen naast de Waterpoort, als zoon van rechter Lamoraal Ulbo de Sitter en Catharina Bertling. De Sitter is genoemd naar zijn grootvader, de Groninger burgemeester en liberaal Eerste Kamerlid, Willem de Sitter. Hij volgde het gymnasium in Arnhem en studeerde wis- en natuurkunde aan de Rijksuniversiteit van Groningen.
Tijdens zijn studie in Groningen raakte hij steeds meer geïnteresseerd in de kosmologie. Hij werkte er mee aan de metingen van Jacobus Kapteyn aan fotografische opnames die gemaakt waren aan het Cape Observatory (in het kader van de stercatalogus Cape Photographic Durchmustering). Hij ontmoette Sir David Gil, de directeur van dit observatorium die in Leiden op bezoek was, en die hem uitnodigde om een tijdlang te komen werken aan Her Majesty’s Observatory aan de Kaap de Goede Hoop. In Zuid-Afrika leerde hij zijn vrouw Elanora Suermondt kennen.
De behandeling bij een operatie in 1919 wegens galstenen resulteerde daarna regelmatig in gezondheidsproblemen. De Sitter verbleef ook enkele jaren in Zwitserland wegens tuberculose. Toch bleef hij erg actief als directeur van de Leidse Sterrenwacht en productief als wetenschapper. Hij sloot een overeenkomst met de Union Observatory in Johannesburg, waarmee hij de vaak slechte observatiemogelijkheden in Leiden kon compenseren. Deze samenwerking gaf een nieuwe impuls aan de ontwikkeling van de astronomie in Nederland.
De Sitter overleed op 62-jarige leeftijd na een korte ziekte. Zijn zoon was de geoloog Ulbo de Sitter en zijn kleinzoon de bedrijfskundige Ulbo de Sitter. De Sitter en zijn vrouw hadden verder nog een zoon (Aernout) en twee dochters: Thea (Theodora) en (kunstenares) Agnes.

### Overzicht

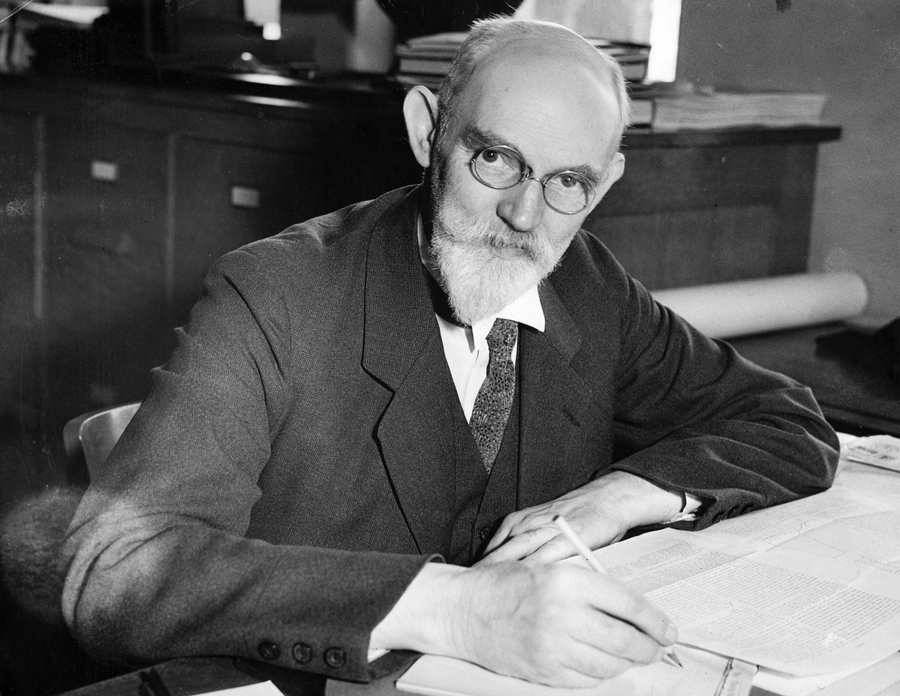
Willem de Sitter

- 1891 studie wis- en natuurkunde Rijksuniversiteit Groningen.
- 1897-1899 naar Kaapstad voor kosmologische analyses. Daarna werkte acht jaar als assistent bij Kapteyn aan het astronomisch laboratorium in Groningen.
- 1901 promotie bij Jacobus Cornelius Kapteyn. De titel van zijn dissertatie was: Discussion of heliometer observations of Jupiter's satellites.
- 1908 hoogleraar Astronomie Rijksuniversiteit Leiden.
- 1918 directeur van de Sterrewacht Leiden. In 1918 zocht hij Anton Pannekoek aan voor de Sterrewacht Leiden, maar dat stuitte op verzet van minister Ruijs de Beerenbrouck, vanwege de linkse sympathieën van Pannekoek.
- 1925-1928 president van de Internationale Astronomische Unie.
- 1932 publicatie van het Einstein-De Sittermodel.

## Astronoom en kosmoloog

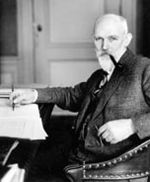
De Sitter

### Astronomie
Een belangrijk onderzoeksterrein van De Sitter gedurende heel zijn carrière was Jupiter met zijn satellieten. Op het einde van de 19e en in het begin van de 20e eeuw was Jupiter erg actueel. De vier grootste manen waren al door Galileo Galilei ontdekt in 1610, maar vanaf 1892 - toen de vijfde maan werd ontdekt - volgde de ontdekking van de manen zes tot negen in 1904, 1905, 1908 en 1914. Op basis van het bestuderen van gegevens en fotografische opnames van andere astronomen maar ook van zijn eigen jarenlange observaties en theorievorming bepaalde hij steeds accurater de massa en de omloopbanen van Jupiter en zijn manen.
Daarbij ontwikkelde hij wiskundige methodes waarmee onder meer ook voor de invloeden van de onderlinge zwaartekracht tussen de satellieten gecorrigeerd kon worden. Werken met nieuwe methoden in de hemelmechanica was niet enkel het onderwerp van zijn inaugurele rede, maar ook van zijn programma toen hij directeur werd van de sterrenwacht in Leiden. Hiermee ging hij, juist in een periode waarin het onderzoek aan de Melkweg zo veelbelovend leek, zijn eigen weg. De Sitter werd in Zuid-Afrika echter in eerste instantie aan het werk gezet om de kleurverschillen te bestuderen tussen sterren aan de rand en in het midden van het melkwegstelsel. Hij kon in 1904 hierover uitsluitsel geven: er bestond inderdaad een systematisch verschil afhankelijk van de plek waar de sterren zich bevonden.
De Sitter herbekeek ook de basisconstanten die in de astronomie gebruikelijk waren, sinds Simon Newcomb in 1895 hierover zijn standaardwerk had gepubliceerd. Daarbij was onder meer van groot belang dat hij de variaties die optreden in de aardrotatie, kon vaststellen. De Sitter streefde ernaar om gegevens vanuit andere wetenschapsterreinen in overeenstemming te brengen met de astronomische gegevens.

### Kosmologie
Toen hij op de hoogte werd gebracht van de relativiteitstheorie, zag hij direct het belang hiervan in. In de Angelsaksische wereld gaf hij dan ook veel bekendheid aan Einsteins theorieën. In de Eerste Wereldoorlog stuurde de toen nog Duitse Einstein zijn theoretische verhandelingen via de in het neutrale Nederland wonende De Sitter naar de Engelse Sir Arthur Eddington. Deze wist kort na de oorlog Einsteins theorie over de kromming van ruimte en tijd te bevestigen met een gedetailleerde analyse van een zonsverduistering.
De Sitter begon zelf een briefwisseling met Einstein die uiteindelijk leidde tot het nu verouderde Einstein-De Sittermodel. In dit model is de kromming van de ruimte bijna gelijk aan nul en kan hierdoor op een vrijwel euclidische manier beschreven worden. In een euclidisch universum is de kortste afstand tussen twee punten een rechte lijn.

## Onderscheidingen
- James Craig Watson Medal van de National Academy of Sciences (1929)
- Gold Medal van de Royal Astronomical Society (1931)
- Bruce Medal van de Astronomical Society of the Pacific (1931)
- Op de maan is een inslagkrater naar hem genoemd.
- (1686) De Sitter, naar hem genoemde planetoïde, ontdekt op 28 september 1935 door Hendrik van Gent.

## Werken
- Discussion of heliometer-observations of Jupiter’s satellites, Wolters, Groningen (1901)
- A determination of the inclinations and nodes of the orbits of Jupiter’s satellites, Edinburgh (1906)
- Derivation of final inclinations and nodes of the orbital planes of Jupiter’s satellites, London (1914)
- Determination of the mass of Jupiter and elements of the orbits of its satellites from observations made with the Cape heliometer (co-auteurs : Sir David Gill en William Henry Finlay), Edinburgh (1915)
- On the longitude of the sun in the years 1864-1900, and the rotation of the earth, J.Enschedé en Zonen, Haarlem (1927)
- Orbital elements determining the longitudes of Jupiter’s satellites, derived from observations, J. Enschedé en Zonen, Haarlem (1928)
- Jupiter’s Galilean satellites : George Darwin lecture, Edinburgh (1931)
- The size of the universe, Astronomical Society of the Pacific, San Francisco (1932)
- Kosmos, Harvard University Press, Cambridge (1932)
- On the expanding universe, Amsterdam (1932)
- Short history of the Observatory of the University at Leiden, 1633-1933, J.Enschedé en Zonen, Haarlem (1933)
- The astronomical aspect of the theory of relativity, University of California press, Berkeley (1933)
- On the system of astronomical constants, Haarlem (1937)

## Trivia
- De Sitter wordt genoemd in de webcomic xkcd, deel 3077
- In Leiden is een straat naar De Sitter vernoemd, de De Sitterlaan in de Professorenwijk